# 파라마르타
파라마르타(산스크리트어: परमार्थ Paramārtha: 499-569)는 인도의 승려로 구마라습(鳩摩羅什: 344-413) · 현장(玄奘: 602-664) · 불공(不空: 705-774)과 함께 중국 불교의 4대 역경사 중의 한 명이다. 중국 이름은 진제(眞諦)이다. 중국 섭론종(攝論宗)의 개조(開祖)이다.

## 일생
서북 인도의 브라만 출신으로 우자인에서 태어났다. 인도의 승려였지만 푸난에서 양 무제(梁武帝)의 초청을 받아 불경 번역에 종사하게 된다. 대승불교 가운데서도 유가행유식학파(瑜伽行唯識學派)를 전한 인물로 유명하다.
태청(太淸) 2년(548년) 파라마르타는 다수의 범어(梵語) 경전을 가지고 바다로 광저우(廣州)를 거쳐 양 왕조의 수도 건강(建康)에 도착하였다. 그러나 후경의 난으로 야기된 양 말기의 동란의 와중에 그를 초청했던 무제가 사망하면서 중요한 후원자를 잃고, 각지를 떠도는 신세가 되었다. 양 왕조가 무너지고 진(陳)이 세워지는 남조(南朝) 과도기의 혼란 속에서 쑤저우(蘇州)나 항저우(杭州)로 피난한 파라마르타는 그곳에서 불경 번역을 시작하였다.
곤란한 상황 속에서도 파라마르타는 평생에 걸쳐 범어로 된 여러 문헌을 한역(漢譯)하거나 논서를 지어서, 인도 유식파(唯識派)의 아상가(무착, 無着)과 바수반두(세친, 世親)의 학설을 체계화하여 수입, 소개하였다. 그가 번역한 76부 315권에 달하는 불경 가운데서도 《섭대승론》(攝大乘論), 《구사론》(倶舍論), 《금칠십론》(金七十論) 등은 특히 중요한 문헌으로 꼽힌다.
만년에는 자신이 머무르는 현재의 중국은 불법을 구해 유통시킬 때가 아니라고 느낀 파라마르타는 남지나해를 거쳐 인도로 돌아가려 했지만 실패하고 광저우에 남아, 자사(刺史)의 요청으로 다시 불경 번역에 종사하였고, 강경(講經) ・ 강론(講論)에도 힘썼다. 파라마르타가 죽기 1년 전, 파라마르타에게 귀의한 제자들이 건강으로 돌아올는 것을 당시 건강의 승려들 사이에서는 그에 대한 반대 의견이 잇따랐고, 일은 이루어지지 않았다고 한다.

## 번역
파라마르타 번역 불경의 특색은 불교 교리를 대중에 가르치는 것과 불경을 번역하는 것 사이의 표리일체로, 내용을 상세히 번역한 경전에 대중에 대한 강론용으로 「의소」(義疏)나 「주기」(注記)가 더해졌다. 그러나 파라마르타 생전에는 중국에서 한 곳에 머무르는 것이 아니라 각지를 떠돌면서 번역이 이루어졌기 때문에 그가 번역한 불경이 온전히 보존되기는 어려웠고, 더욱이 파라마르타가 입적한 뒤 남조 마지막 왕조였던 진 왕조가 수(隋)에 멸망당하면서 이러한 사정은 더욱 심화되었다. 파라마르타가 번역한 불경 및 경론은 다음과 같다.
- 《십칠지론》(十七地論)
- 《전식론》

바수반두의 유식삼십송에 대한 대표적 한역 문헌 두 개 중 하나다. (다른 하나는 현장의 《유식삼십론송》이다.)
- 《섭대승론》(攝大乘論) 3권
- 《섭대승론석》(攝大乘論釋) 15권
- 《대승기신론》 1권
- 《구사석론》(倶舍釋論)
- 《중변분별론》(中邊分別論)

파라마르타가 죽은 뒤에는 그가 번역한 경론(經論)이 북방에 수용되어, 제자들이 섭대승론 ・ 섭대승론석을 소의경전으로 하는 섭론종(攝論宗)이 성립되었고 파라마르타는 그 개조(開祖)로써 모셔지게 되었다. 또한 파라마르타가 번역한 번역한 《대승기신론》의 내용을 풀이하여 신라의 고승 원효(元曉)가 유명한 《대승기신론소》(大乘起信論疎)를 지었으며, 후대 중국이나 한국, 일본의 불교계에 큰 영향을 주었다.

## 주요 논서
- 《의소(義疏)》